# Ecrobia atuca
Ecrobia atuca is een slakkensoort uit de familie van de Hydrobiidae. De wetenschappelijke naam van de soort is voor het eerst geldig gepubliceerd in 1988 door Boeters.